# Peñón de Vélez de la Gomera

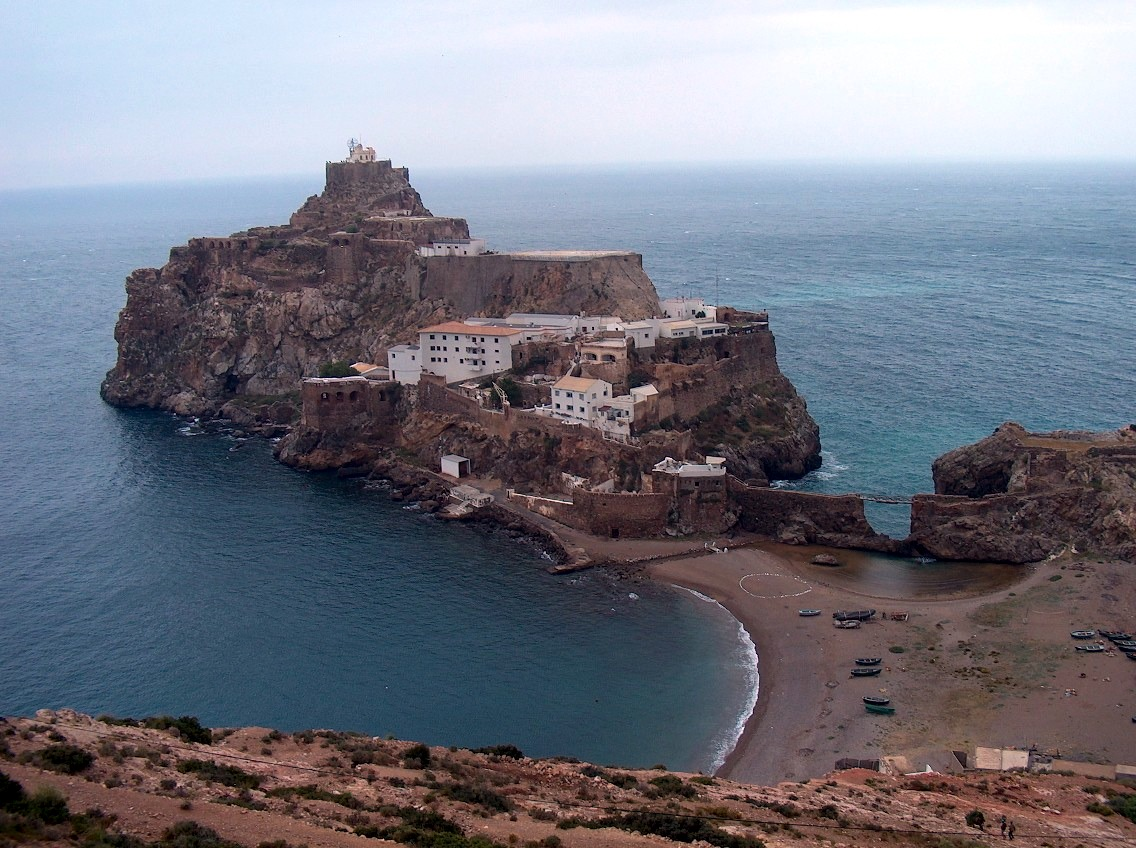
Vedere a Peñón de Vélez de la Gomera, de pe coasta marocană

Peñón de Vélez de la Gomera (35°11′39″N, 4°13′04″V) este o peninsulă (originar insulă) situată în nordul Africii, aparținând Spaniei la 126 km vest de Melilla și la 117 km sud-est de Ceuta, unită de continent de o îngustă porțiune de nisip. Are o întindere de aproximativ 19.000 m² și o altitudine maximă de 87 m deasupra nivelului mării. Singura populație este o mică garnizoană militară.
Această peninsulă este o exclavă militară spaniolă în nordul Africii, pe coasta căreia se întinde între Ceuta și Melilla, și a cărei posesiune a fost menținută de Spania după independența Marocului, datorită faptului că o avea în stăpânire dinainte de existența Regatului Marocan și nu a fost ocupată odata cu posesiunile din nordul Africii.

## Istorie
Concret această peninsulă a fost ocupată prima dată de către spanioli la 23 iulie 1508, când un corp de armată spaniol condus de Petro Navarro a anihilat un puternic nucleu de pirați care-o apărau. În 1522 Muley Mohamed, conducătorul care controla teritoriul african vecin a reușit cucerirea ei. Apoi pe 6 septembrie 1564, García Álvarez de Toledo și Osorio, marchiz de Villafranca și Virrey din Catalunia, recuperează peninsula pentru Spania din ordinul lui Felipe II.  Peñon de Vélez de la Gomera s-a menținut neîntrerupt sub suveranitate spaniolă din acest moment. În 1921, în timpul Războiului din Rif dintre Spania și independentiștii marocani, s-a decis întărirea garnizoanei militare în peninsulă.
În 1930 datorită unui cutremur insula a rămas legată de continent trensformându-se în peninsulă, datorită mișcărilor de teren.

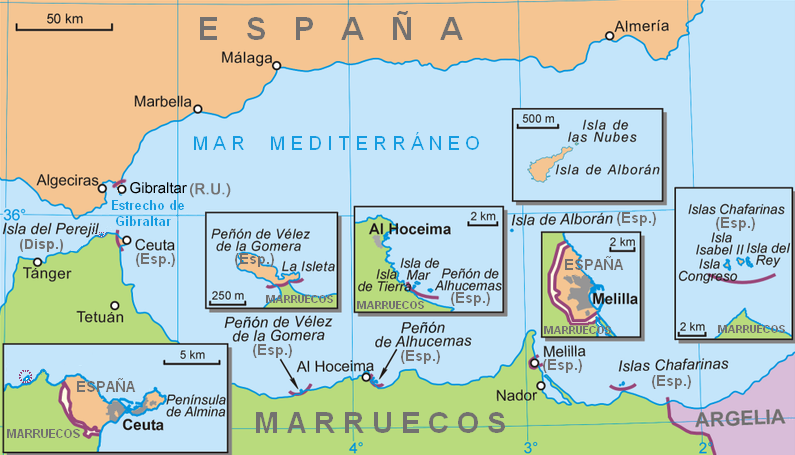
Harta micilor posesiuni spaniole în nordul Africii